# Vivien Endemann
Vivien Endemann (Lohne, 7 de agosto de 2001) é uma futebolista alemã que atua como atacante. Atualmente joga pelo VfL Wolfsburg.

## Carreira
Endemann começou sua carreira na TV Dinklage e depois mudou-se para o departamento juvenil do Werder Bremen, onde jogou na B-Junior Bundesliga. Na temporada 2017/18, ela fez suas primeiras aparições pelo segundo time do Werder na terceira divisão Regionalliga Nord. No verão de 2018, Endemann mudou-se para o clube da liga regional TV Jahn Delmenhorst e marcou 20 gols em 21 jogos na temporada seguinte de 2018/19. Isso chamou a atenção do clube da segunda divisão SV Meppen, que contratou Endemann. Na temporada 2019/20, Meppen terminou em quarto lugar. Como os segundos times mais bem colocados do VfL Wolfsburg e do TSG 1899 Hoffenheim não foram autorizados a serem promovidos, o SV Meppen foi promovido para a Bundesliga. Eles perderam por pouco a chance de permanecer na liga na temporada 2020-21, e Vivien Endemann mudou-se para o SGS Essen junto com Maike Berentzen. Para a temporada 2023/24, ela se mudou para o VfL Wolfsburg.
Em 2020, Endemann apareceu pela Alemanha no nível juvenil (Sub-19). Em 28 de fevereiro de 2024, ela jogou sua primeira partida internacional pela seleção alemã na partida pelo terceiro lugar da UEFA contra a Holanda, resultando em uma vitória e qualificação olímpica para a Alemanha.

## Títulos
VfL Wolfsburg
- DFB Cup: 2023–24

Alemanha
- Jogos Olímpicos: 2024 (medalha de bronze)